# (32707) 3089 T-2
3089 T-2 (asteroide 32707) é um asteroide da cintura principal. Possui uma excentricidade de 0.09892390 e uma inclinação de 2.79141º.
Este asteroide foi descoberto no dia 30 de setembro de 1973 por Cornelis Johannes van Houten e Ingrid van Houten-Groeneveld e Tom Gehrels em Palomar.